# In the Sign of Evil
In the Sign of Evil – minialbum niemieckiego thrashmetalowego zespołu Sodom, wydany w 1985.
Jest to pierwsza oficjalna produkcja w dyskografii zespołu, mającego wcześniej na swoim koncie dwie kasety demo: Witching Metal (1983) i  Victims of Death (1984). 

## Nagranie
Materiał został nagrany w październiku 1984 w Studiu Casablanca w Berlinie. Za produkcję odpowiadał głównie inżynier dźwięku Horst Müller, którego Tom Angelripper uważa za prawdziwego producenta płyty. Oficjalnie producentem jest jednak Wolfgang Eichholz. Początkowo planowano, że In the Sign of Evil zostanie nagrany jako pierwszy album studyjny Sodom, jednak ze względu na problemy z wytwórnią musiał zostać nagrany i wydany jako EP-ka.
Na rynku płyta ukazała się w styczniu 1985 nakładem niemieckiej wytwórni Devil's Game. Autorem ilustracji na okładce jest Joachim Pieczulski.
Utwór Witching Metal pochodzi z pierwszej kasety demo o tym samym tytule, został jednak nagrany ponownie. Ta kompozycja, a także Outbreak of Evil i Blasphemer, stały się z czasem żelaznymi punktami repertuaru koncertowego Sodom. Wszystkie trzy utwory były umieszczane na późniejszych wydawnictwach koncertowych oraz kompilacyjnych. 
Utwory z minialbumu zostały ponownie nagrane w 2007 i wydane na dwunastej płycie w dyskografii Sodom – The Final Sign of Evil.

## Muzyka i teksty
Muzyka koresponduje z dokonaniami ówczesnych prekursorów black metalu: grup Venom (płyty Welcome to Hell i Black Metal), Celtic Frost (Morbid Tales) czy Bathory (album Bathory). Nagrania charakteryzuje prostota i brutalność. Kompozycje mają wściekle szybkie tempa, głos Toma Angelrippera jest niski, chrapliwy, złowrogi. 
Zarówno wokale, jak i solowe partie gitary zmiksowano z efektem pogłosu, charakterystycznym dla nagrań extreme metalu połowy lat osiemdziesiątych. Pogłos dodaje brzmieniu "brudnego", diabolicznego charakteru, wzmacnia posępną atmosferę utworów. Recenzenci oceniali styl jako "surowy i agresywny, hałaśliwy, prymitywny, a przede wszystkim nieoszlifowany i autentyczny". Tyrone Peisker z serwisu AllMusic docenia "chrzęszczące riffy, grzmiący bas, szybką i świetną oldschoolową perkusję oraz zły, opętany, agresywny, monstrualny i grabieżczy wokal". Riff w utworze Blasphemer przypomina użyty przez Slayer w utworze Chemical Warfare, pochodzącym z minialbumu Haunting the Chapel (1984).
Przynależność gatunkowa muzyki zawartej na EP-ce jest niejednoznaczna. Obecnie uważa się wczesne nagrania Sodom za należące do tzw. pierwszej fali black metalu. Poza muzyką decydują o tym m.in. teksty, które obok typowych tematów (przemoc, okrucieństwo, śmierć), mieszają symbolikę chrześcijańską z wątkami satanistycznymi i perwersją seksualną. W podobnym kierunku zespół pójdzie na kolejnej płycie: debiutanckim albumie Obsessed by Cruelty z 1986.
Można też jednak znaleźć na In the Sign of Evil elementy speed metalu oraz thrash metalu. Ten ostatni gatunek na następnych płytach stanie się coraz bardziej trwałym elementem muzycznej tożsamości Sodom.  

## Lista utworów[7]
1. Outbreak of Evil – 4:48
2. Sepulchral Voice – 4:31
3. Blasphemer – 3:05
4. Witching Metal – 3:13
5. Burst Command 'til War – 3:36

## Skład
- Tom Angelripper – wokal, gitara basowa
- Grave Violator – gitara
- Chris Witchhunter – perkusja